# 王充耘
王充耘（1304年12月4日—？），字耕野，江西吉水州人，元末政治人物，進士出身。

## 生平
明建文二年（1400年）庚辰科榜眼王艮之祖。曾祖王季模，父王孟韓，母曾氏。元統元年（1333年）登癸酉科進士，授吉安路同知永新州事。不久辭官回鄉养母，以授徒著书為業。晚年專研《尚書》，著有《書義矜式》，此書的內定奠定八股文的格式，當時称为八比法。另著《读书管见》二卷，已佚。